# План «Аїда»
План «Аїда» (нім. Aida) — план наступальної операції німецько-італійських військ влітку 1942 року у Північній Африці.
У відповідності з планом італо-німецькі війська під командуванням Е.Роммеля повинні були завдати поразки британським військам в Єгипті і вийти на береги Нілу, окупувавши більшу частину Єгипту. Операція проводилася в червні-липні 1942 року, проте поставлених цілей Ромелю досягти не вдалося.